# Leo Nocentelli
Leo Nocentelli (New Orleans, 15 juni 1946) is een Amerikaanse muzikant en songwriter, vooral bekend als oprichter en leadgitarist van de funkband The Meters. Hij schreef de originele versies van verschillende funkklassiekers zoals "Cissy Strut" en "Hey Pocky A-Way". Als sessiemuzikant heeft hij opnames gemaakt met een verscheidenheid aan opmerkelijke artiesten als Dr. John, Robert Palmer en Etta James. Als lid van The Meters werd hij onderscheiden met een Grammy Lifetime Achievement Award.

## Carrière
Nocentelli begon op jonge leeftijd, aangemoedigd door zijn vader, op ukelele en begon op twaalfjarige leeftijd met gitaar. Hij werd aangetrokken door de jazz en beïnvloed door jazzgitaristen als Charlie Christian, Barney Kessel, Johnny Smith en Kenny Burrell. Naast jazz speelde hij dixieland, rhythm-and-blues en rock.  Hij sloot zich aan bij Art Neville en de Hawketts en ontwikkelde een reputatie als gitarist. In 1963 werd een groep New Orleans musici uitgenodigd om in Detroit bij Tamla-Motown op te nemen, waaronder de toen zeventienjarige Nocentelli.
In 1964 werd hij opgeroepen voor militaire dienst en diende hij twee jaar in het leger. Na zijn diensttijd speelde hij bij Danny White, een lokale bandleider, waarna hij zich aansloot bij Art Neville and the Neville Sounds, destijds een zevenkoppige band, met Art Neville's broers Aaron en Cyril, drummer Ziggy Modeliste en bassist George Porter Jr.. Eind jaren 1960 werden zij ingehuurd als studioband voor Allen Toussaints label Sansu Records en gingen zij zich The Meters noemen. Uit die tijd stamt hun beroemdste compositie "Cissy Strut", de Cissy Strut of Sissy Walk was een in de jaren 60 populaire dans in New Orleans, het nummer was een instrumental, zang was zoals bij de meeste funknummers ondergeschikt.
In de periode 1969 tot 1977 brachten The Meters acht studioalbums uit, met Nocentelli als een ven de belangrijkste componisten. Daarnaast deed Nocentelli sessiewerk in de studio's van Cosimo Matassa, Sansu en Sea-Saint. Als songwriter en producer leerde hij van en werd hij beïnvloed door Allen Toussaint. Hij begeleidde een verscheidenheid aan artiesten als Dr. John, Robert Palmer (Sneakin' Sally Through the Alley), Albert King, Etta James, Joe Cocker, Earl King, Chris Kenner en Betty Harris.
In 1971 nam Nocentelli een solodebuutalbum op onder de titel Another Side. Hij schreef het album tijdens een periode waarin de Meters uit elkaar waren, maar toen deze in 1972 een platencontract bij Warner Music Group kregen werd  het project in de ijskast gezet en pas in 2021 uitgebracht. Op het album - gedeeltelijk opgenomen bij Cosimo Matassa - werd hij bijgestaan door George Porter Jr. en Ziggy Modeliste op respectievelijk bas en drums en Allen Toussaint op piano.
Begin jaren tachtig toerde Nocentelli met Jimmy Buffett. Hij verhuisde in 1982 naar Los Angeles. Hij bleef sessiewerk doen en trad regelmatig op met George Porter als GEO/LEO en met Modeliste, die meespeelde op Nocentelli's live-album Live in San Francisco. Tijdens een van hun shows in 1989 nodigden Nocentelli en Porter Modeliste en Neville uit op het podium. Het geïmproviseerde optreden was de eerste reünie van de originele Meters. In hetzelfde jaar vormden Nocentelli, Neville en Porter The Funky Meters met Russell Batiste op drums. Nocentelli trad tot 1993 op met de gereïncarneerde line-up.